# Ghiacciaio di Zmutt
Il ghiacciaio di Zmutt (in tedesco Zmuttgletscher) si trova nelle Alpi Pennine, a sud-ovest di Zermatt nel canton Vallese in Svizzera.
È lungo otto chilometri e largo un chilometro. Il ghiacciaio ed i ghiacciai collegati coprono una superficie di 17 km². Prende il nome dalla località di Zmutt, situata un po' più in alto di Zermatt.

## Descrizione
Il ghiacciaio di Zmutt inizia sullo Stockji (3.092 m) grazie al congiungimento di tre ghiacciai di alta montagna: il ghiacciaio dello Stockji, il ghiacciaio di Schönbiel e il ghiacciaio di Tiefmatten. Quest'ultimo è il principale ghiacciaio del sistema; proviene da fianco ovest del Cervino e dal fianco nord del Dent d'Hérens. Il ghiacciaio di Schönbiel inizia dal versante sud della Dent Blanche e si dirige verso sud lungo la parete del Wandfluh. 
Il terzo ghiacciaio tributario, il ghiacciaio di Stockji inizia sulla Tête de Valpelline (3.799 m), una montagna coperta di nevai. Segue in seguito una traiettoria nord-est e si divide in due bracci di cui l'uno si ricongiunge al ghiacciaio di Schönbiel e l'altro al ghiacciaio di Tiefmatten. Lo Stockji è come un nunatak, una sommità che si innalza al centro di una distesa glaciale e che segna l'inizio del ghiacciaio di Zmutt dopo il ricongiungimento dei tre ghiacciai tributari.
Il ghiacciaio di Zmutt scorre nella valle verso est. È contornato a sud dal Cervino e a nord dall'Obergabelhorn. La parte inferiore del ghiacciaio è ricoperta da detriti rocciosi e da morene. La lingua glaciale termina all'altezza di circa 2.240 m. Il torrente Zmuttbach prende inizio dai piccolo laghi glaciali nella zona anticamente occupata dal ghiaccio. Le sue acque sono prelevate da una diga artificiale all'altezza di 1.973 m. Il torrente raggiunge in seguito il fiume Gornera.

## Variazioni frontali recenti

Evoluzione del ghiacciaio in metri (1881-2002).
In verde, le differenze di lunghezza cumulative. In rosso, le variazioni di lunghezza annuali.